# 江戸川区立葛西第二中学校
江戸川区立葛西第二中学校（えどがわくりつ かさいだいにちゅうがっこう）は、東京都江戸川区宇喜田町に所在する区立中学校。

## 概要
略称は「葛西二中（葛二中）」。1955年に開校。葛西中学校分校として発足した学校である。近くには江戸川区行船公園や江戸川区自然動物園などがあり、触れ合いの場の近くにできた学校である。

## 所在地
- 東京都江戸川区宇喜田町1085番
- 都営新宿線船堀駅より徒歩15分

## 部活動
運動部
- サッカー
- 卓球
- ソフトテニス
- 野球
- バスケットボール
- バレーボール

文化部
- 吹奏楽
- 美術
- パソコン
- 英語
- ホームメイド

## 著名な卒業生
- 大竹しのぶ(女優)

- 長野風花(なでしこジャパン)